# Glossadelphus bilobatus
Glossadelphus bilobatus là một loài Rêu trong họ Hypnaceae. Loài này được (Dixon) Broth. mô tả khoa học đầu tiên năm 1925.